# 日本胡枝子
日本胡枝子是豆科胡枝子属植物，原产中国大陆、台湾、日本、朝鲜半岛以及印度东北部。